# Korla Avgust Kocor
Korla Avgust Kocor je bio lužičkosrpski kompozitor i dirigent.
Rođen je 3. decembra 1822. u Grospostvicu, a preminuo 19. maja 1904. godine. Komponovao je muziku za lužičku himnu. Ostao je zapamćen kao "osnivač lužičkosrpske svjetovne muzike".

## Život i rad
Posle školovanja u Grospostvicu i Budišinu,1842. zaposlio se u školi kao profesor muzike.1844. godine on upoznaje Handrij Zejlera.Oni organizuju prvi festival lužičkosrpske muzike 17.10.1845. godine.On komponuje lužičku himnu Krasna Lužica po istoimenoj pesmi Handrij Zejlera.1852. godine Korla Avgust Kocor postaje orguljaš i nastavnik u Kitlicu.Tu radi do svog penzionisanja 1888.Kasnije postaje član društva "Maćica Serbska"